# María Luisa Dehesa
María Luisa Dehesa Gómez Farías (Xalapa, Veracruz, 30 de junio de 1912-Ciudad de México, 11 de marzo de 2009) fue una arquitecta mexicana, la primera mujer en México en recibir un título en dicha carrera.

## Biografía
María Luisa Dehesa Gómez Farías nació el 30 de junio de 1912 en Xalapa, Veracruz, México, hija de Ramón Dehesa y María Luisa Gómez Farías y Canedo, hija del Ministro Mexicano en Londres, Benito Gómez Farías [es]. Era nieta de Teodoro A. Dehesa Méndez por parte de su padre y bisnieta de Valentín Gómez Farías por parte de su madre.

### Formación académica
En 1933 a los 21 años ingresó a la Real Academia de San Carlos y se mudó a la Ciudad de México. Formó parte de una generación integrada por 113 personas de las cuales solo cinco eran mujeres.
Durante su época de estudiante rentó un cuarto de azotea en Coyoacán y el trayecto hacia el centro de la ciudad lo realizaba en tranvía.
Se enfrentó a la discriminación dentro de la Academia en diversos grados. Ella y sus cuatro compañeras fueron separadas de sus compañeros varones en un salón prolongado hacia el fondo, cada mañana que María Luisa se preparaba en uno de los restiradores escuchaba a sus compañeros murmurar y reírse de ellas en los pasillos.
Los profesores se saltaban su lugar y el de sus compañeras cuando se pedía la participación de los estudiantes, y sobre ello cuenta la siguiente anécdota: “Un día le pedí a un maestro que me explicará por qué a mí no me preguntaba sobre los temas de la clase, quien le respondió : ‘A usted sólo le puedo preguntar cómo hace una sopa de fideos”.
El 17 de julio de 1939 presentó su tesis "Cuartel de Artilleria Tipo" enfocada en la proyección de un cuartel militar que incluía viviendas familiares para que los soldados pudieran vivir en compañía de su familia. El fin era disminuir el abandono y el alto índice de criminalidad entre los hijos de oficiales.  
Con este último proyecto académico desarrollado en diecisiete planos junto a una memoria escrita obtuvo mención honorífica, se graduó y cambió la concepción que se tenía de la vivienda en México.

#### Trayectoria
Inmediatamente después de terminar la carrera conoció a Ruth Rivera Marín, estudiante de ingeniería del Instituto Politécnico Nacional. Viajaron juntas a Nueva York para recorrer una exposición que mostraba los rascacielos del futuro.
Construyó varios edificios de departamentos y viviendas y fue la primera mujer en trabajar en los terrenos de la Defensa Nacional.
En 1953 se desempeñó como asesora técnica del Director de Pensiones (hoy ISSSTE) y como jefa de Conservación de los multifamiliares Juárez y Presidente Alemán.
Trabajó más de 35 años para la Secretaría de Comunicaciones y Obras Públicas y para la Secretaría de Desarrollo Urbano. También fue docente en distintas instituciones.
Fue miembro de la Unión Internacional de Mujeres Arquitectas (UIFA) conformada y fundadora de la Federación de Universitarias Mexicanas.

## Premios y reconocimientos
- Premio Ruth Rivera, 1974.[9]
- Calli de Plata por el Colegio de Arquitectos y la Sociedad de Arquitectos de México.
- El colegio de Arquitectos de Xalapa Veracruz otorga un reconocimiento anual que lleva su nombre.